# Jonathan Motzfeldt
Jonathan Jakob Jørgen Otto Motzfeldt (25. září 1938, Qagssimiut – 28. října 2010, Qaqortoq) byl grónský kněz, politik a první předseda grónské vlády. Je považován za jednu z vůdčích osobností při zavádění grónské samosprávy. Předsedou grónské vlády byl od roku 1979 do roku 1991 a znovu od roku 1997 do roku 2002. Byl nejdéle sloužícím grónským premiérem a vyhrál nejvíce voleb ze všech grónských premiérů. Je považován za středolevicového politika a Grónsko se za jeho působení stalo uznávanou zemí.

## Životopis

### Mládí a studia
Jonathan "Junnuk" Motzfeldt se narodil v roce 1938 v osadě Qassimiut v jižním Grónsku jako syn lovce Sørena Motzfeldta (1902–1984) a jeho ženy Kirsten Klemmensen (1904–1979). Po učitelské zkoušce na Ilinniarfissuaq (Grónském pedagogickém semináři) v Nuuku v roce 1960 studoval do roku 1966 teologii na Kodaňské univerzitě a následně do roku 1979 působil jako pastor v grónském Qaqortoqu.

### Politická kariéra

#### Emancipační hnutí
Již v polovině 50. let zahájil Jonathan Motzfeldt se skupinou mladých inuitských aktivistů boj za autonomii Grónska. Na počátku 70. let se Motzfeldt zapojil do sociálně demokratického hnutí za nezávislost nazvané Siumut. Poté, co se Motzfeldt postavil do čela politického emancipačního procesu, který grónské obyvatelstvo zahájilo počátkem 70. let 20. století, se jeho jméno stalo téměř synonymem pro samosprávu. Téměř absolutní moc si zajistil sérií politických čistek, při nichž byli staří kamarádi jako Lars Emil Johansen, Moses Olsen, Lars Chemnitz a Emil Abelsen odsunuti na vedlejší kolej.

#### První premiérské období
V roce 1977 byl poprvé zvolen předsedou strany Siumut. Dne 1. května 1979 se Jonathan Motzfeldt stal prvním grónským premiérem. Ve volbách v roce 1983 byl sice znovu zvolen, ale nový volební zákon znamenal, že Siumut ztratil absolutní většinu. Strana získala ještě méně hlasů než Atassut. Protože však koalice mezi Atassutem a Inuit Ataqatigiit nepřipadala politicky v úvahu, převzal koaliční jednání opět Jonathan Motzfeldt a následně v květnu 1983 uzavřel koalici s Inuit Ataqatigiit, která však v kabinetu nezískala žádné ministerské posty. Již v březnu 1984 se koalice rozpadla kvůli politickým neshodám v otázkách rybolovu s Evropským společenstvím a musely být vypsány nové volby.
V parlamentních volbách v roce 1984 se Siumut opět stal nejsilnější silou. Přestože se předchozí spolupráce rozpadla, Jonathan Motzfeldt po volbách v červnu 1984 opět vytvořil koalici s Inuit Ataqatigiit, která také poprvé získala ministerské posty. V roce 1985 Grónsko po 13 letech definitivně vystoupilo z Evropského společenství na základě Grónské smlouvy. V březnu 1987 se opět objevily problémy ve vládě a Jonathan Motzfeldt musel opět vypsat nové volby.
Ve volbách v roce 1987 Siumut opět ztratil většinu hlasů a zaostal hned za Atassutem. Koalice Atassut a Inuit Ataqatigiit opět nepřipadala v úvahu a nakonec se v červnu 1987 Siumut a Inuit Ataqatigiit opět získali dva ministerské posty. Opozice uvnitř Siumutu však sílila a v srpnu 1987 byl Jonathan Motzfeldt poražen svým kolegou Larsem Emilem Johansenem ve volbě předsedy strany. V květnu 1988 se obě vládní strany opět rozhádaly a nakonec Jonathan Motzfeldt od června 1988 vládl v menšinové vládě s podporou Atassut a Issittup Partii. V listopadu 1988 se vzdal funkce předsedy parlamentu ve prospěch Larse Chemnitze.
Vládu vedl téměř dvanáct let až do 18. března 1991, kdy byl kvůli problémům s alkoholem nucen rezignovat a odejít z politiky, získal však řadu klíčových funkcí ve státem vlastněné části grónského hospodářství. Post předsedy vlády poté převzal Lars Emil Johansen, který vládl do roku 1997.

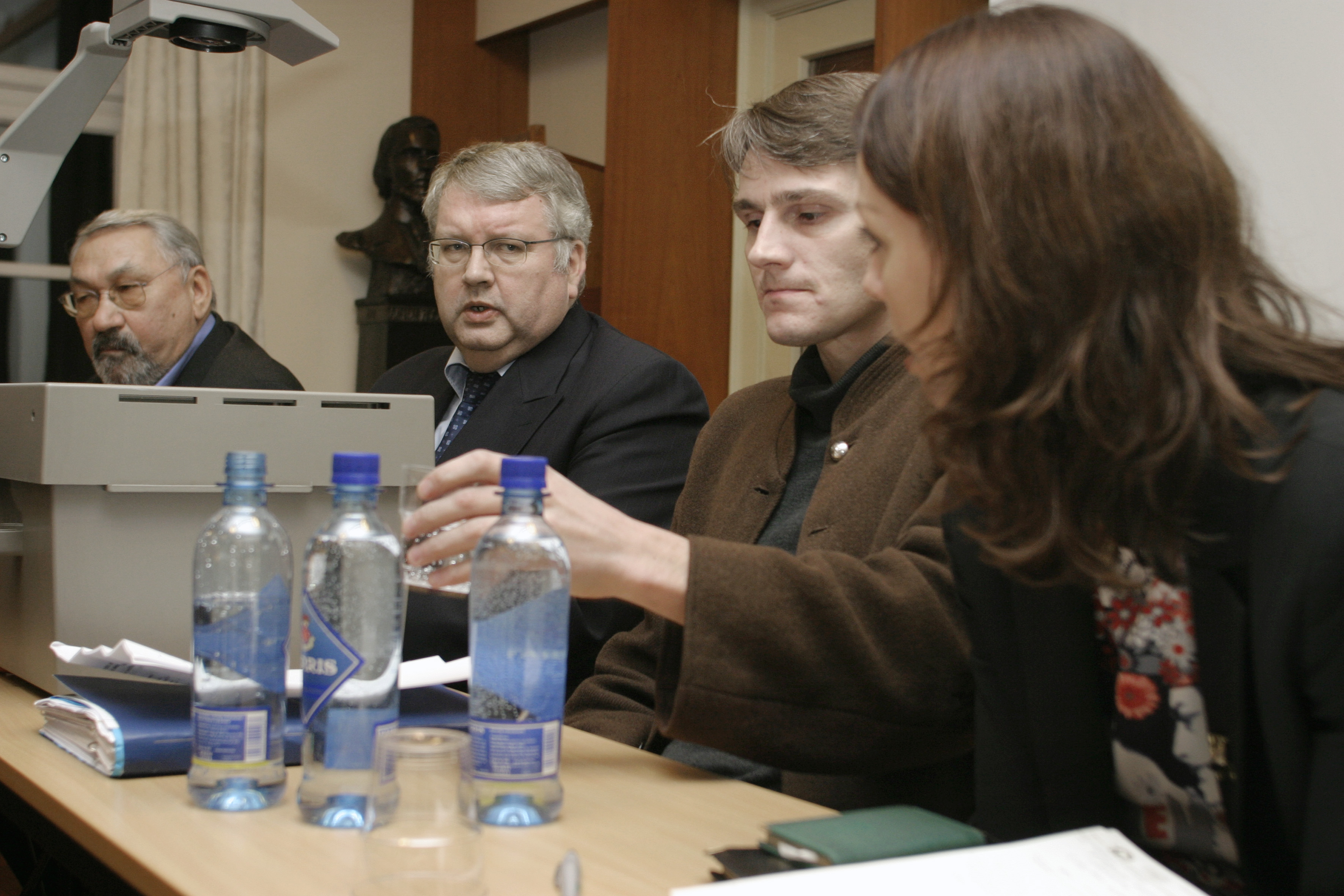
Motzfeldt (úplně vlevo) v roce 2003

#### Vláda Larse Johansena a druhé premiérské období
Ve volbách v roce 1995 byl Jonathan Motzfeldt znovu zvolen do Inatsisartutu. Poté, co předseda parlamentu Knud Sørensen v dubnu 1997 dobrovolně odstoupil z funkce kvůli slovnímu sexuálnímu obtěžování, byl v květnu 1997 předsedou parlamentu znovu zvolen Jonathan Motzfeldt.
V září 1997 Lars Emil Johansen spontánně odstoupil z politiky a stal se místopředsedou Královského Grónska, takže post šéfa vlády zůstal neobsazený. Siumut se dohodl s Jonathanem Motzfeldtem, který tak podruhé převzal funkci a odstoupil z čela parlamentu. Navázal na předchozí koalici Larse Emila Johansena se Siumutem a Atassutem. V květnu 1998 byl také znovu zvolen předsedou strany.

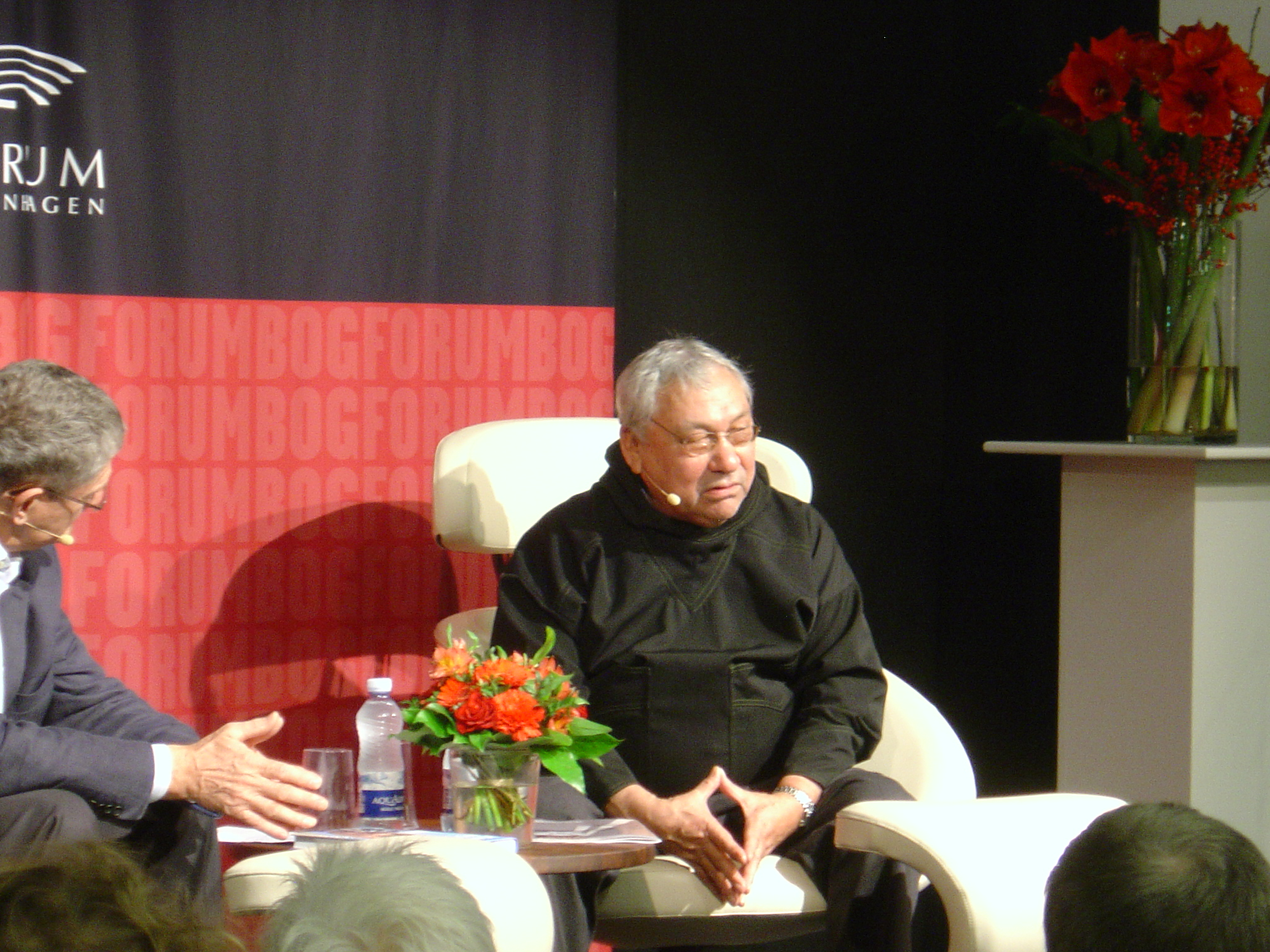
Motzfeldt v roce 2008

#### Politický podzim
V parlamentních volbách v roce 2002 získal Hans Enoksen více než čtyřikrát více hlasů než Jonathan Motzfeldt, a tak ho v prosinci 2002 nahradil v čele vlády. Jonathan Motzfeldt byl poté opět zvolen předsedou grónského parlamentu. Jeho poslední politický rok byl poznamenán opětovným nadužíváním alkoholu a nekontrolovanými výdaji na cestování a reprezentaci. Motzfeldt odstoupil z funkce předsedy grónského parlamentu 18. ledna 2008 kvůli obvinění, že osahával ve svém domě úřednici. Motzfeldt pochybení popřel. Jeho nástupkyní ve funkci předsedy parlamentu se stala jeho stranická kolegyně Ruth Heilmannová.

### Po odchodu z aktivní politiky
Na jaře 2009 Motzfeldta zasáhl velký skandál týkající se zneužívání veřejných prostředků k soukromým účelům. Deník AG zdokumentoval, že až do roku 2008 nechával vládu platit soukromé večeře. V novinách se také často objevoval jeho alkoholismus. Skandál vyvrcholil, když mu byl krátce před parlamentními volbami v červnu 2009 odepřen nástup do vrtulníku v Qaqortoqu kvůli opilosti. V parlamentních volbách 2. června 2009 nebyl znovu zvolen.
Motzfeldt zemřel 28. října 2010 ve věku 72 let na krvácení do mozku. V době své smrti byl Motzfeldt současným předsedou Západo-severské rady.